# 26 هـ
26 هـ هي سنة في التقويم الهجري امتدت مقابلةً في التقويم الميلادي بين سنتي 646 و647.

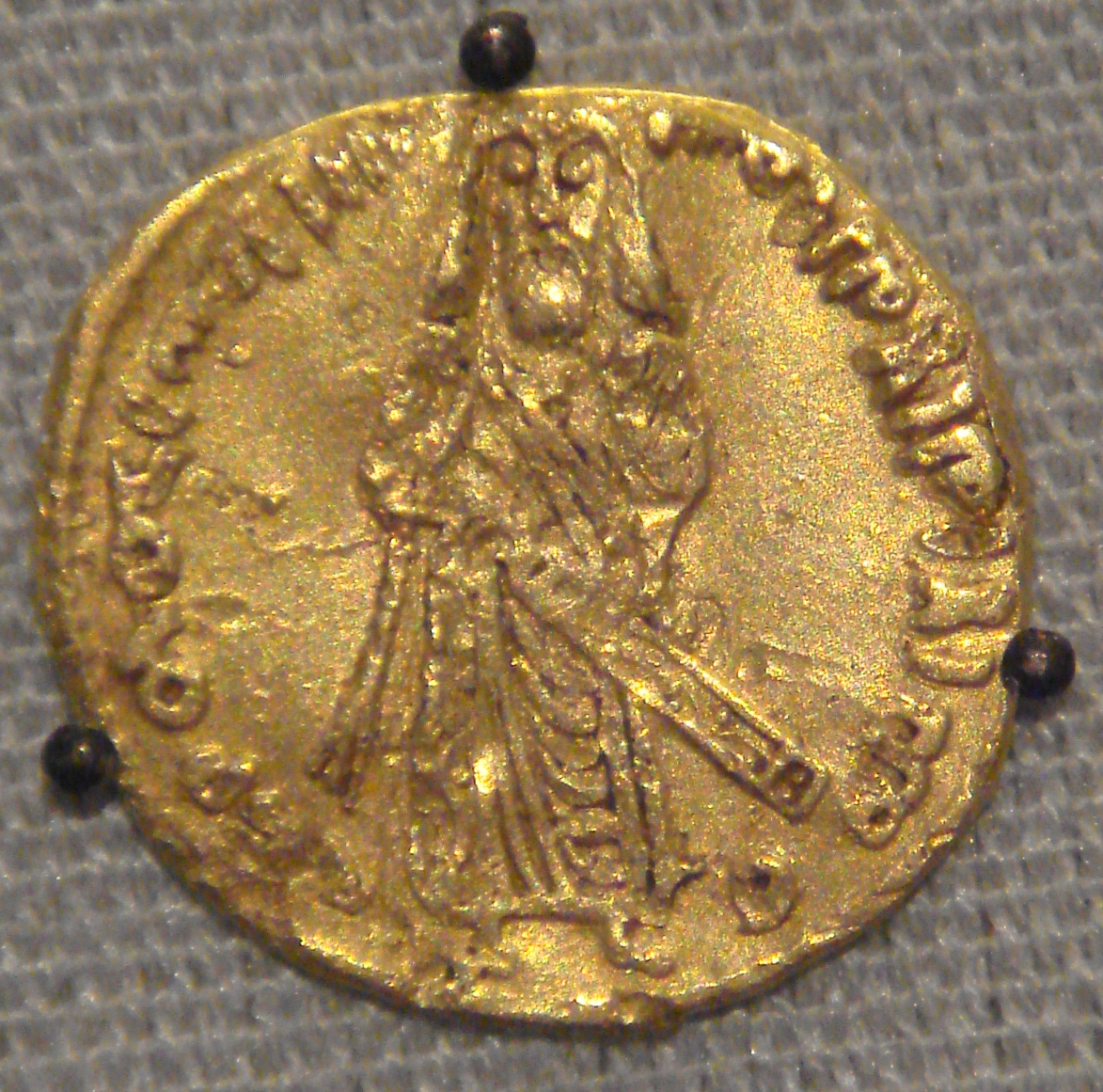
أول عملة صُكت في عهذ الأمويين، وسُميت بالدينار. وذلك في عهد عبد الملك بن مروان

## أحداث
- أمر عثمان بن عفان بتجديد أنصاب الحرم. وزاد في المسجد الحرام ووسعه

## مواليد
- عبد الملك بن مروان
- يزيد بن معاوية
- شبيب الخارجي الشيباني
- العباس بن علي بن ابي طالب
- مصعب بن الزبير

## وفيات
- كعب بن زهير